# Rouffach
Rouffach (tiếng Đức và and Alsatia: Rufach) là một xã ở tỉnh Haut-Rhin trong vùng Grand Est ở đông bắc Pháp. Xã này có diện tích 40,05 km², dân số năm 1999 là 4865 người. Khu vực này có độ cao 210 mét trên mực nước biển.